# Observador de francotirador

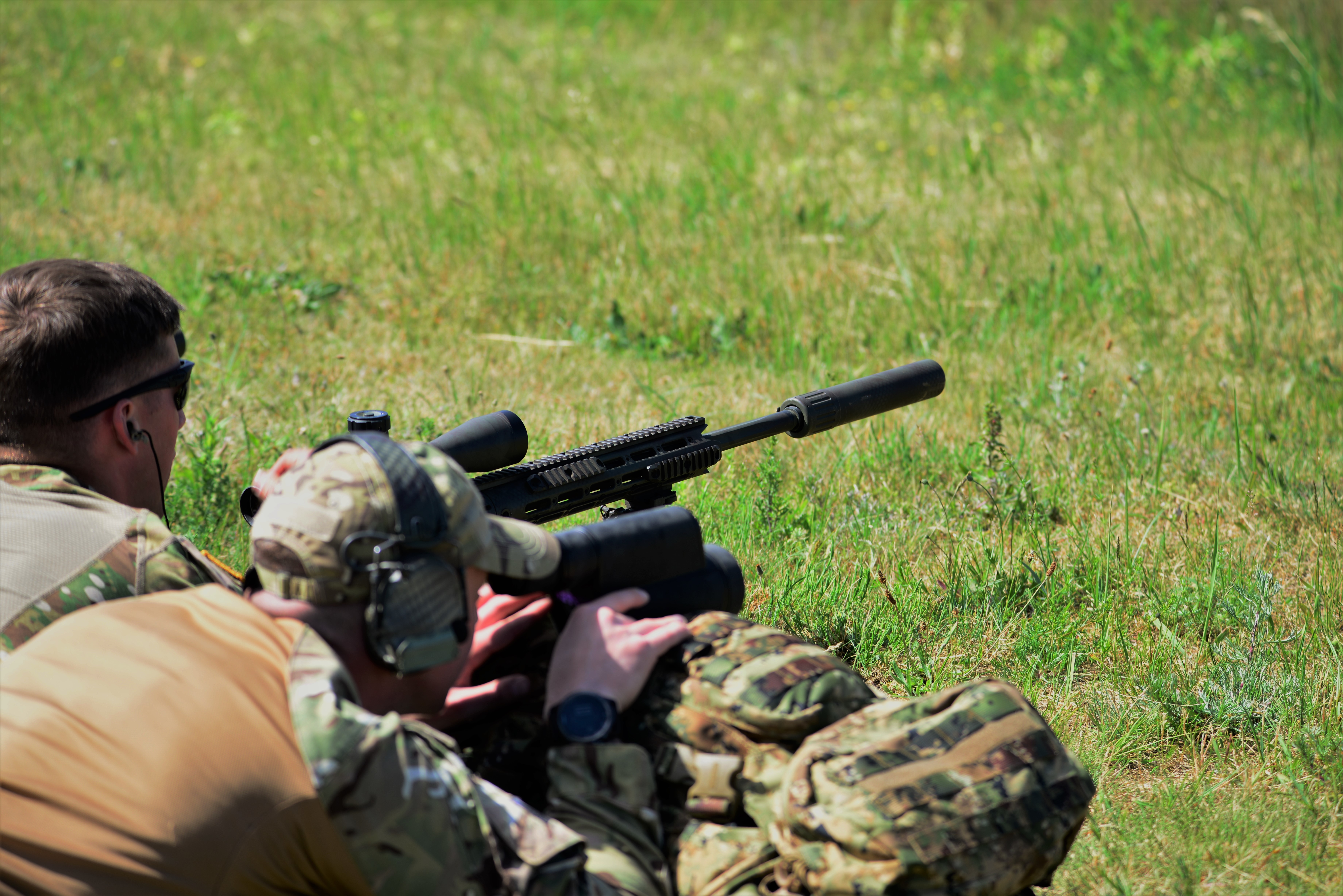
Un equipo formado por un francotirador y un observador.

Un observador de francotirador (en inglés: Spotter) es un soldado de infantería (variante de un observador de artillería) que se especializa en armas con munición de largo alcance y su función es la de asistir en el cumplimiento de los objetivos en un equipo de francotirador. Generalmente, es desplegado en equipos de dos junto a un tirador de francotirador, pero en ocasiones se les puede ver en solitario con ambas funciones o con más integrantes dependiendo de las necesidades de la misión, que pueden incluir más tiradores, tiradores de apoyo, más observadores, observador de radio, soldados de artillería o tiradores de corto alcance para defender la posición.

## Funciones
Aunque las funciones de un equipo de francotirador se reparten de acuerdo a las necesidades, por lo regular el observador tiene la función de despejar el camino, elegir la posición de disparo, realizar un diagrama de tiro, recabar información del entorno, seleccionar objetivos, esterilizar la posición, proteger al retaguardia, construcción de escondites, entre otros.
Otras funciones menos comunes, pueden darse como observador de radio, que consiste además en cumplir la función de comunicación con otros equipos, bases, seleccionar objetivos a distancia del tirador. Como tirador de apoyo puede cumplir las funciones de un observador, pero disparar a un objetivo secundario de manera sincronizada con el tirador principal. También están calificados para fungir como tirador de francotirador de relevo en caso de que el tirador principal quede incapacitado.

## Equipo y armamento

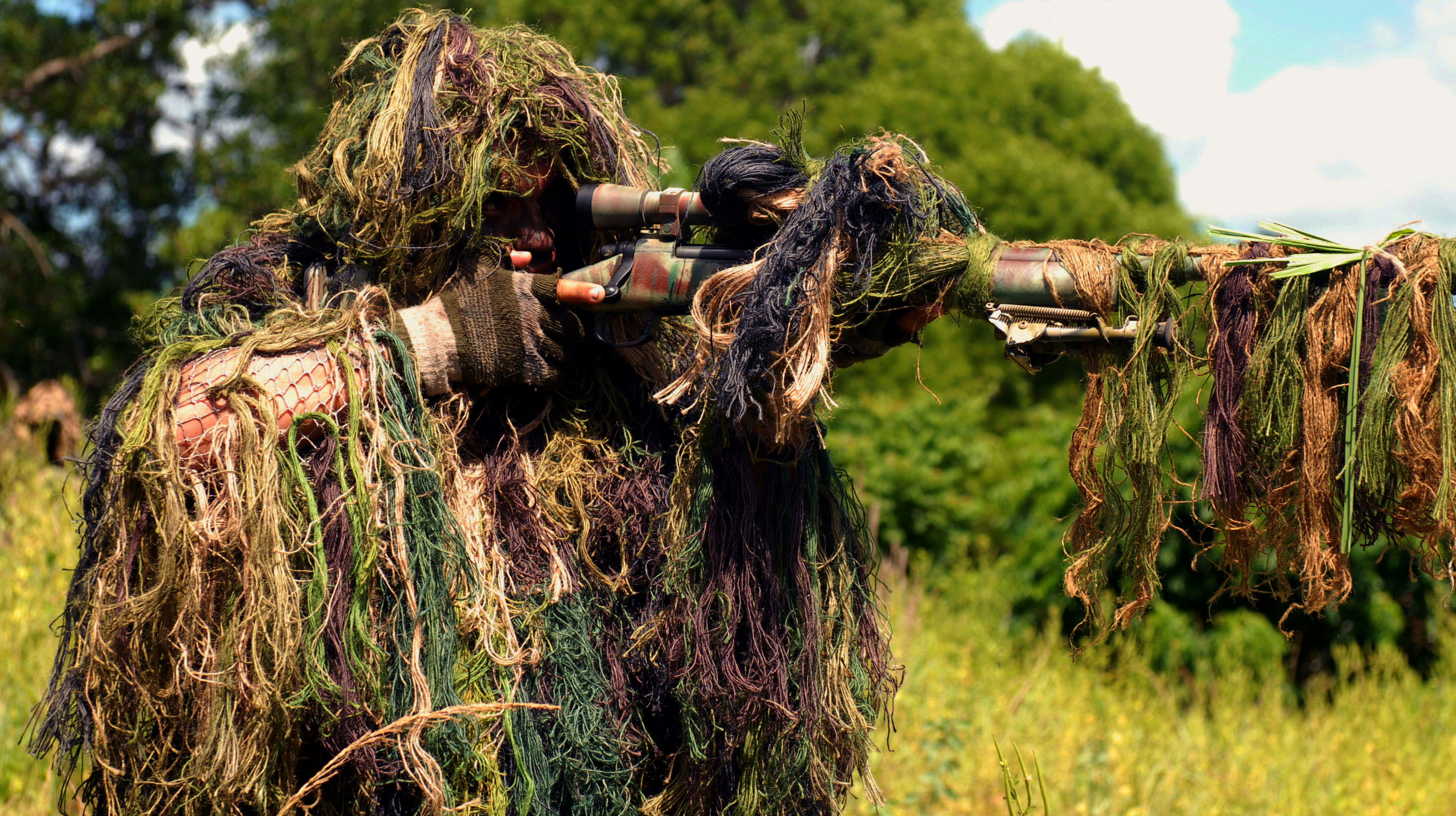
Francotirador con un camuflaje Ghillie.

Sus vestimentas suelen ser las del uniforme de su régimen con el ajuste de textura al entorno, como lo puede ser el camuflaje boscoso, urbano, desértico, ártico y muchos más,sin embargo, pueden utilizar por encima atuendos Ghillie para camuflarse mucho mejor con el entorno.También llevan consigo un telescopio de observación, telémetro laser de alta cobertura, equipo de supervivencia, armamento de artillería de otros tipos, entre otros.

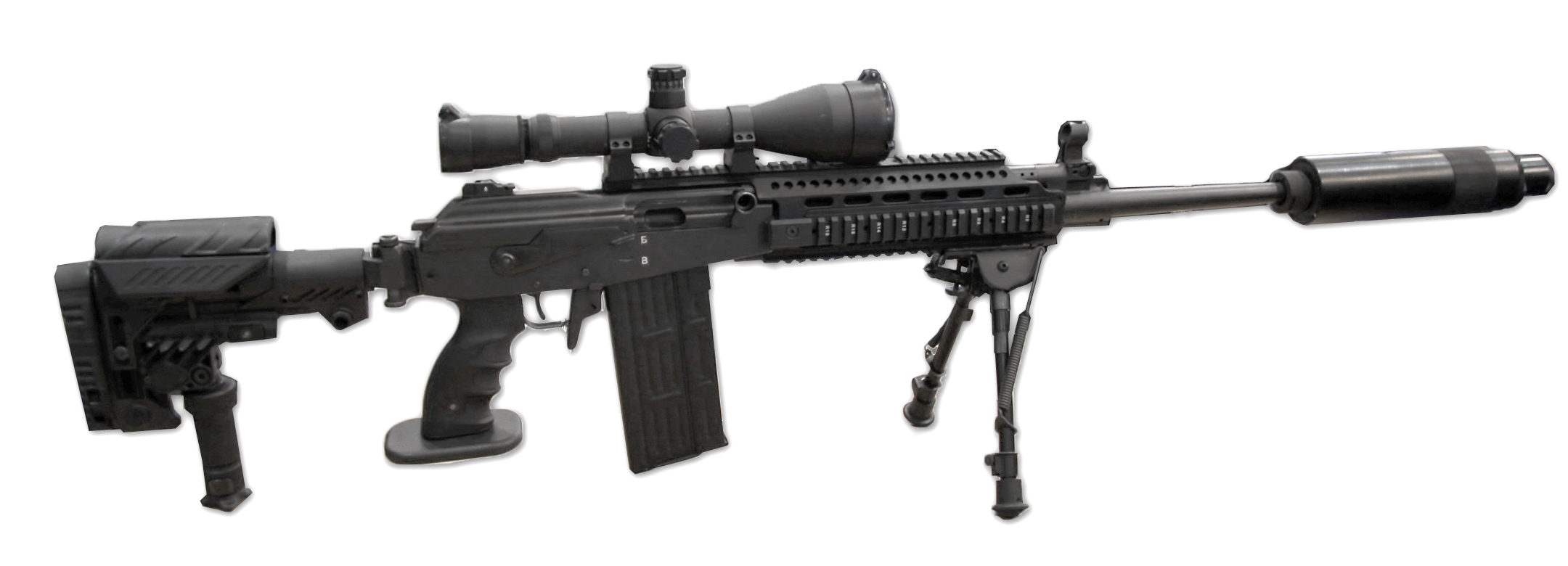
Rifle francotirador IWI Galil Sniper Galatz semiautomático.

Cuando el observador de francotirador tiene la labor de disparar, se le puede llegar a ver (entre muchas otras) con alguna de las siguientes armas:
- Sig Sauer Sniper
- IWI Galil Sniper Galatz
- Heckler & Koch G3SG1
- A.I. Arctic Warfare
- M24 SWS
- Fusil M40
- FR F2

## Puestos relacionados
- Observador aéreo
- Observador de artillería
- Observador de radio
- Tirador de apoyo